# U.S. National Championships 1882
Die 2. U.S. National Championships 1882 waren ein Tennis-Rasenplatzturnier der Klasse Grand Slam. Es fand vom 30. August bis 2. September 1882 im Newport Casino in Newport, Rhode Island, Vereinigte Staaten statt.